# The Adventures of a Girl Reporter
The Adventures of a Girl Reporter è un cortometraggio muto del 1914 di cui non si conosce il nome del regista che non viene riportato nei credit.

## Produzione
Il film fu prodotto dall'Independent Moving Pictures Co. of America (IMP).

## Distribuzione
Distribuito dalla Universal Film Manufacturing Company, il film - un cortometraggio in due bobine - uscì nelle sale cinematografiche statunitensi il 29 giugno 1914. Non si conoscono copie ancora esistenti della pellicola che viene considerata presumibilmente perduta.